# Tournoi pré-olympique de football de 1959-1960
Navigation
Melbourne 1956 Tokyo 1964
Le tournoi pré-olympique de football de 1959-1960 a eu pour but de désigner les 15 nations qualifiées pour participer au tournoi final de football, disputé lors des Jeux olympiques de Rome en 1960. L'Italie est qualifiée d'office en tant que pays hôte et complète ainsi le total des 16 participants à la phase finale.
Sur 52 nations inscrites au départ, 51 pays originaires de cinq continents ont effectivement pris part aux matches de qualification, qui ont eu lieu du 26 juin 1959 au 18 mai 1960, et étaient répartis entre les quatre confédérations comme suit :
- 22 équipes d'Europe (UEFA)
- 10 équipes d'Amérique du Sud, d'Amérique du Nord et d'Amérique centrale (CONMEBOL)
- 10 équipes d'Asie (AFC)
- 09 équipes d'Afrique (CAF)

Les quatre nations britanniques (l'Angleterre, l'Écosse, l'Irlande du Nord et le pays de Galles) sont réunies sous la bannière de la Grande-Bretagne. L'Australie déclare forfait sans disputer la moindre rencontre et l'Afghanistan abandonne après la première manche, perdue.
Si lors des Jeux de Melbourne c'est une équipe « mixte » qui fut alignée, en accord avec la décision des comités allemands respectifs de faire concourir leurs athlètes entre 1956 et 1964 dans une « Équipe unifiée d'Allemagne », le CIO ne reconnaissant à l'époque comme comité olympique allemand que celui d'Allemagne de l'Ouest, les fédérations allemandes respectives ont décidé par la suite de disputer un tour préliminaire pour décider qui de l'Allemagne de l'Ouest ou de l'Allemagne de l'Est participerait aux qualifications et représenterait l'Allemagne sous la bannière unifiée en cas de qualification. L'Allemagne de l'Ouest remporte le droit de disputer les éliminatoires sans toutefois parvenir à se qualifier.

## Pays qualifiés
| Tournoi qualificatif           | Dates                               | Lieu      | Places | Qualifiés                                                            |
| ------------------------------ | ----------------------------------- | --------- | ------ | -------------------------------------------------------------------- |
| Pays organisateur              |                                     |           | 1      | Italie                                                               |
| Tournoi pré-olympique UEFA     | du 26 juin 1959 au 18 mai 1960      | Itinérant | 7      | Danemark Pologne Bulgarie Yougoslavie Grande-Bretagne France Hongrie |
| Tournoi pré-olympique CONMEBOL | du 8 octobre 1959 au 30 avril 1960  | Pérou     | 3      | Argentine Pérou Brésil                                               |
| Tournoi pré-olympique AFC      | du 27 août 1959 au 30 avril 1960    | Itinérant | 3      | Taïwan Inde Turquie                                                  |
| Tournoi pré-olympique CAF      | du 10 octobre 1959 au 22 avril 1960 | Itinérant | 2      | Rép. arabe unie Tunisie                                              |
| Total                          |                                     |           | 16     |                                                                      |

## Résultats des qualifications par confédération
Dans les phases de qualification en groupe disputées selon le système de championnat, en cas d’égalité de points de plusieurs équipes à l'issue de la dernière journée, les critères suivants sont appliqués dans l'ordre indiqué pour établir leur classement :

- Meilleure différence de buts,
- Plus grand nombre de buts marqués.

Dans le système à élimination directe avec des matches aller et retour, en cas d'égalité parfaite au score cumulé des deux rencontres, les mesures suivantes sont d'application :

- Nécessité d'un match d'appui disputé sur terrain neutre, et
- Organisation de prolongations et, au besoin, désignation du vainqueur par tirage au sort, si les deux équipes sont toujours à égalité au terme des prolongations du match d'appui, et
- La règle des buts marqués à l'extérieur n'est pas en vigueur.

### Europe (UEFA)
Le tournoi européen de qualification aux Jeux olympiques d'été de 1960 s'est déroulé entre le 26 juin 1959 et le 18 mai 1960 entre sept poules de trois équipes. Un tour préliminaire a été disputé pour décider qui de l'Allemagne de l'Ouest ou de l'Allemagne de l'Est rejoindrait les deux autres nation du Groupe 2. Au terme de ces éliminatoires, le Danemark, la Pologne, la Bulgarie, la Yougoslavie, la Grande-Bretagne, la France et la Hongrie ont décroché leur participation au tournoi olympique.

#### Groupe 1
| Rang | Équipe   | Pts | J | G | N | P | Bp | Bc | Diff |  | Résultats (▼ dom., ► ext.) |     |     |     |
| ---- | -------- | --- | - | - | - | - | -- | -- | ---- |  | -------------------------- | --- | --- | --- |
| 1    | Danemark | 7   | 4 | 3 | 1 | 0 | 11 | 6  | +5   |  | Danemark                   |     | 1-1 | 2-1 |
| 2    | Islande  | 3   | 4 | 1 | 1 | 2 | 5  | 7  | -2   |  | Islande                    | 2-4 |     | 1-0 |
| 3    | Norvège  | 2   | 4 | 1 | 0 | 3 | 5  | 8  | -3   |  | Norvège                    | 2-4 | 2-1 |     |

#### Groupe 2

##### Tour préliminaire
| Équipe 1           | Résultat | Équipe 2             | Aller | Retour |
| ------------------ | -------- | -------------------- | ----- | ------ |
| Allemagne de l'Est | 1 - 4    | Allemagne de l’Ouest | 0 - 2 | 1 - 2  |

| Rang | Équipe               | Pts | J | G | N | P | Bp | Bc | Diff |  | Résultats (▼ dom., ► ext.) |     |     |     |
| ---- | -------------------- | --- | - | - | - | - | -- | -- | ---- |  | -------------------------- | --- | --- | --- |
| 1    | Pologne              | 8   | 4 | 4 | 0 | 0 | 15 | 4  | +11  |  | Pologne                    |     | 3-1 | 6-2 |
| 2    | Allemagne de l’Ouest | 2   | 4 | 1 | 0 | 3 | 5  | 10 | -5   |  | Allemagne de l’Ouest       | 0-3 |     | 2-1 |
| 3    | Finlande             | 2   | 4 | 1 | 0 | 3 | 7  | 13 | -6   |  | Finlande                   | 1-3 | 3-2 |     |

#### Groupe 3
| Rang | Équipe           | Pts | J | G | N | P | Bp | Bc | Diff |  | Résultats (▼ dom., ► ext.) |     |     |     |
| ---- | ---------------- | --- | - | - | - | - | -- | -- | ---- |  | -------------------------- | --- | --- | --- |
| 1    | Bulgarie         | 5   | 4 | 2 | 1 | 1 | 4  | 3  | +1   |  | Bulgarie                   |     | 1-0 | 2-1 |
| 2    | Union soviétique | 4   | 4 | 1 | 2 | 1 | 3  | 2  | +1   |  | Union soviétique           | 1-1 |     | 2-0 |
| 3    | Roumanie         | 3   | 4 | 1 | 1 | 2 | 2  | 4  | -2   |  | Roumanie                   | 1-0 | 0-0 |     |

#### Groupe 4
| Rang | Équipe      | Pts | J | G | N | P | Bp | Bc | Diff |  | Résultats (▼ dom., ► ext.) |     |     |     |
| ---- | ----------- | --- | - | - | - | - | -- | -- | ---- |  | -------------------------- | --- | --- | --- |
| 1    | Yougoslavie | 5   | 4 | 2 | 1 | 1 | 12 | 4  | +8   |  | Yougoslavie                |     | 1-2 | 4-0 |
| 2    | Israël      | 5   | 4 | 2 | 1 | 1 | 7  | 6  | +1   |  | Israël                     | 2-2 |     | 2-1 |
| 3    | Grèce       | 2   | 4 | 1 | 0 | 3 | 3  | 12 | -9   |  | Grèce                      | 0-5 | 2-1 |     |

#### Groupe 5
| Rang | Équipe               | Pts | J | G | N | P | Bp | Bc | Diff |  | Résultats (▼ dom., ► ext.) |     |     |     |
| ---- | -------------------- | --- | - | - | - | - | -- | -- | ---- |  | -------------------------- | --- | --- | --- |
| 1    | Grande-Bretagne      | 7   | 4 | 3 | 1 | 0 | 13 | 6  | +7   |  | Grande-Bretagne            |     | 3-2 | 2-2 |
| 2    | République d'Irlande | 3   | 4 | 1 | 1 | 2 | 9  | 9  | 0    |  | République d'Irlande       | 1-3 |     | 6-3 |
| 3    | Pays-Bas             | 2   | 4 | 0 | 2 | 2 | 6  | 13 | -7   |  | Pays-Bas                   | 1-5 | 0-0 |     |

#### Groupe 6
| Rang | Équipe     | Pts | J | G | N | P | Bp | Bc | Diff |  | Résultats (▼ dom., ► ext.) |     |     |     |
| ---- | ---------- | --- | - | - | - | - | -- | -- | ---- |  | -------------------------- | --- | --- | --- |
| 1    | France     | 6   | 4 | 3 | 0 | 1 | 7  | 6  | +1   |  | France                     |     | 1-0 | 1-0 |
| 2    | Luxembourg | 4   | 4 | 1 | 2 | 1 | 7  | 6  | +1   |  | Luxembourg                 | 5-3 |     | 0-0 |
| 3    | Suisse     | 2   | 4 | 0 | 2 | 2 | 3  | 5  | -2   |  | Suisse                     | 1-2 | 2-2 |     |

#### Groupe 7
| Rang | Équipe          | Pts | J | G | N | P | Bp | Bc | Diff |  | Résultats (▼ dom., ► ext.) |     |     |     |
| ---- | --------------- | --- | - | - | - | - | -- | -- | ---- |  | -------------------------- | --- | --- | --- |
| 1    | Hongrie         | 8   | 4 | 4 | 0 | 0 | 10 | 3  | +7   |  | Hongrie                    |     | 2-1 | 2-1 |
| 2    | Tchécoslovaquie | 3   | 4 | 1 | 1 | 2 | 4  | 5  | -1   |  | Tchécoslovaquie            | 1-2 |     | 2-1 |
| 3    | Autriche        | 1   | 4 | 0 | 1 | 3 | 2  | 8  | -6   |  | Autriche                   | 0-4 | 0-0 |     |

### Amérique du Sud, Amérique du Nord et Amérique centrale (CONMEBOL)
Le tournoi pré-olympique sud-américain s'est déroulé du 8 octobre 1959 au 30 avril 1960, la phase finale a été disputée à Lima au Pérou entre le 16 et le 30 avril 1960. Cette première édition réunissant toutes les équipes d'Amérique, quatre nations issues de la future CONCACAF (créée le 18 septembre 1961) ont également participé au tournoi : les Antilles et la Guyane néerlandaises, les États-Unis et le Mexique. Un tour préliminaire à élimination directe disputé en match aller-retour où la règle des buts marqués à l'extérieur n'est pas en vigueur a désigné les cinq participants à une ronde finale dont les trois meilleurs classés se sont qualifiés pour les Jeux à l'issue d'une compétition à match unique contre chacun des adversaires. Au terme de ces éliminatoires, l'Argentine, le Pérou et le Brésil ont gagné le droit de disputer le tournoi olympique.

#### Premier tour
| Équipe 1               | Résultat | Équipe 2            | Aller | Retour |
| ---------------------- | -------- | ------------------- | ----- | ------ |
| Mexique                | 3 - 1    | États-Unis          | 2 - 0 | 1 - 1  |
| Antilles néerlandaises | 3 - 6    | Guyane néerlandaise | 2 - 2 | 1 - 4  |
| Chili                  | 1 - 11   | Argentine           | 1 - 5 | 0 - 6  |
| Pérou                  | 9 - 2    | Uruguay             | 6 - 0 | 3 - 2  |
| Colombie               | 3 - 7    | Brésil              | 2 - 0 | 1 - 7  |

#### Second tour
| Rang | Équipe              | Pts | J | G | N | P | Bp | Bc | Diff |  | Résultats (▼ dom., ► ext.) |  |     |     |     |     |
| ---- | ------------------- | --- | - | - | - | - | -- | -- | ---- |  | -------------------------- |  | --- | --- | --- | --- |
| 1    | Argentine           | 8   | 4 | 4 | 0 | 0 | 14 | 5  | +9   |  | Argentine                  |  | 2-1 | 3-1 | 3-1 | 6-2 |
| 2    | Pérou               | 6   | 4 | 3 | 0 | 1 | 7  | 3  | +4   |  | Pérou                      |  |     | 2-0 | 1-0 | 3-1 |
| 3    | Brésil              | 4   | 4 | 2 | 0 | 2 | 7  | 7  | 0    |  | Brésil                     |  |     |     | 2-1 | 4-1 |
| 4    | Mexique             | 2   | 4 | 1 | 0 | 3 | 6  | 6  | 0    |  | Mexique                    |  |     |     |     | 4-0 |
| 5    | Guyane néerlandaise | 0   | 4 | 0 | 0 | 4 | 4  | 17 | -13  |  | Guyane néerlandaise        |  |     |     |     |     |

### Asie (AFC)
La phase de qualification asiatique a été jouée entre le 27 août 1959 et le 30 avril 1960 en deux zones. Deux tours ont été disputés dans la zone Asie, à l'issue desquels deux équipes se sont qualifiées pour les Jeux par le biais d'un système à élimination directe disputé en match aller-retour, en jouant si nécessaire un match d'appui car la règle des buts marqués à l'extérieur n'est pas en vigueur, ainsi que le vainqueur d'une poule de trois équipes au sein de la zone Proche-Orient. Au terme de ces éliminatoires, Taïwan, l'Inde et la Turquie se qualifient pour le tournoi olympique. L'Australie déclare forfait sans disputer la moindre rencontre.

#### Zone Asie

##### Premier tour
| Équipe 1            | Résultat | Équipe 2          | Aller | Retour |
| ------------------- | -------- | ----------------- | ----- | ------ |
| forfait Afghanistan | 2 - 5    | Inde              | 2 - 5 | -      |
| Thaïlande           | 2 - 6    | Taïwan            | 1 - 3 | 1 - 3  |
| Japon               | 1 - 2    | Corée du Sud      | 0 - 2 | 1 - 0  |
| Indonésie           | -        | Australie forfait | -     | -      |

##### Second tour
| Équipe 1 | Résultat | Équipe 2     | Aller | Retour |
| -------- | -------- | ------------ | ----- | ------ |
| Inde     | 6 - 2    | Indonésie    | 4 - 2 | 2 - 0  |
| Taïwan   | 2 - 2    | Corée du Sud | 1 - 2 | 1 - 0  |

#### Zone Proche-Orient
| Rang | Équipe  | Pts | J | G | N | P | Bp | Bc | Diff |  | Résultats (▼ dom., ► ext.) |     |     |     |
| ---- | ------- | --- | - | - | - | - | -- | -- | ---- |  | -------------------------- | --- | --- | --- |
| 1    | Turquie | 8   | 4 | 4 | 0 | 0 | 10 | 3  | +7   |  | Turquie                    |     | 7-1 | -   |
| 2    | Irak    | 4   | 4 | 2 | 0 | 2 | 14 | 10 | +4   |  | Irak                       | 2-3 |     | 8-0 |
| 3    | Liban   | 0   | 4 | 0 | 0 | 4 | 0  | 11 | -11  |  | Liban                      | -   | 0-3 |     |

### Afrique (CAF)
Le tournoi africain de qualifications pour les Jeux olympiques d’été de 1960 s’est déroulé sur deux tours entre le 10 octobre 1959 et le 22 avril 1960. Les deux qualifiés au tournoi olympique ont été déterminés au terme des deux rondes répartissant les neuf nations participantes dans trois groupes de trois équipes dont les vainqueurs respectifs se sont retrouvés au sein d'un groupe unique dont les deux meilleurs classés se sont placés pour le tournoi final. Après le second tour, la République arabe unie et la Tunisie se sont qualifiés pour le tournoi olympique. Malte, qui n'est pas encore affiliée à l'UEFA, participe aux éliminatoires.

#### Premier tour

##### Groupe 1
| Rang | Équipe  | Pts | J | G | N | P | Bp | Bc | Diff |  | Résultats (▼ dom., ► ext.) | Drapeau : Tunisie |     |     |
| ---- | ------- | --- | - | - | - | - | -- | -- | ---- |  | -------------------------- | ----------------- | --- | --- |
| 1    | Tunisie | 5   | 4 | 2 | 1 | 1 | 5  | 3  | +2   |  | Tunisie                    |                   | 2-0 | 2-0 |
| 2    | Maroc   | 5   | 4 | 2 | 1 | 1 | 7  | 6  | +1   |  | Maroc                      | 3-1               |     | 2-1 |
| 3    | Malte   | 2   | 4 | 0 | 2 | 2 | 3  | 6  | -3   |  | Malte                      | 0-0               | 2-2 |     |

##### Groupe 2
| Rang | Équipe          | Pts | J | G | N | P | Bp | Bc | Diff |  | Résultats (▼ dom., ► ext.) |     |     |     |
| ---- | --------------- | --- | - | - | - | - | -- | -- | ---- |  | -------------------------- | --- | --- | --- |
| 1    | Rép. arabe unie | 6   | 4 | 3 | 0 | 1 | 11 | 5  | +6   |  | Rép. arabe unie            |     | 2-1 | 3-0 |
| 2    | Ghana           | 4   | 4 | 2 | 0 | 2 | 8  | 6  | +2   |  | Ghana                      | 2-0 |     | 4-1 |
| 3    | Nigeria         | 2   | 4 | 1 | 0 | 3 | 6  | 14 | -8   |  | Nigeria                    | 2-6 | 3-1 |     |

##### Groupe 3
| Rang | Équipe   | Pts | J | G | N | P | Bp | Bc | Diff |  | Résultats (▼ dom., ► ext.) |     |     |     |
| ---- | -------- | --- | - | - | - | - | -- | -- | ---- |  | -------------------------- | --- | --- | --- |
| 1    | Soudan   | 7   | 4 | 3 | 1 | 0 | 6  | 2  | +4   |  | Soudan                     |     | 3-1 | 1-0 |
| 2    | Éthiopie | 4   | 4 | 1 | 2 | 1 | 5  | 6  | -1   |  | Éthiopie                   | 1-1 |     | 1-1 |
| 3    | Ouganda  | 1   | 4 | 0 | 1 | 3 | 2  | 5  | -3   |  | Ouganda                    | 0-1 | 1-2 |     |

#### Second tour
| Rang | Équipe          | Pts | J | G | N | P | Bp | Bc | Diff |  | Résultats (▼ dom., ► ext.) |     | Drapeau : Tunisie |     |
| ---- | --------------- | --- | - | - | - | - | -- | -- | ---- |  | -------------------------- | --- | ----------------- | --- |
| 1    | Rép. arabe unie | 7   | 4 | 3 | 1 | 0 | 7  | 1  | +6   |  | Rép. arabe unie            |     | 3-1               | 3-0 |
| 2    | Tunisie         | 3   | 4 | 1 | 1 | 2 | 3  | 4  | -1   |  | Tunisie                    | 0-0 |                   | 2-0 |
| 3    | Soudan          | 2   | 4 | 1 | 0 | 3 | 1  | 6  | -5   |  | Soudan                     | 0-1 | 1-0               |     |